# Friends
Friends é uma sitcom americana criada por David Crane e Marta Kauffman e apresentada pela rede de televisão NBC entre 22 de setembro de 1994 e 6 de maio de 2004, com um total de 236 episódios. A série girava em torno de um grupo de amigos que vivia no bairro de Greenwich Village, na ilha de Manhattan, na cidade de Nova York. A série foi produzida pela Bright/Kauffman/Crane Productions em associação com a Warner Bros Television. Os produtores executivos originais foram Crane, Kauffman e Kevin S. Bright, com muitos outros a serem promovidos posteriormente.
Kauffman e Crane começaram a desenvolver Friends sob o título de Insomnia Cafe em novembro de 1993. O diretor de cinema Cameron Crowe alega que a série foi inspirada no seu filme de 1992, Singles. Kauffman e Crane apresentaram a ideia a Bright, com quem tinham trabalhado anteriormente, e, juntos, apresentaram o projeto para a NBC. Após várias regravações e alterações, a série foi finalmente nomeada de Friends e estreou no cobiçado bloco Must See TV da NBC, mas foi somente após suas reprises da primeira temporada, transmitida depois dos episódios do já sucesso Seinfeld que começou a alavancar seu sucesso. As filmagens da série ocorreram no Warner Bros Studios, em Burbank, na Califórnia, em frente de uma plateia ao vivo. Depois de dez temporadas no ar, a série chegou ao seu fim. O final da série foi visto por 52,5 milhões de telespectadores estadunidenses, tornando-se o quarto episódio final de série mais assistido na história da televisão.
O seriado arrecadou seis Prêmios Emmy (incluindo um na categoria Emmy do Primetime para Melhor Série de Comédia), um Globo de Ouro, dois SAG Awards, e 56 outros prêmios com 152 nomeações. Em 2002, a revista especializada em televisão TV Guide lançou uma lista com os 50 melhores programas de televisão de todos os tempos, e Friends constava em 21.º lugar.
Em 2015 a série foi disponibilizada no serviço de streaming Netflix em diversas partes do mundo, incluindo o Brasil. Em 1 de janeiro de 2020 a série deixou o catálogo da Netflix americana, rumo ao HBO Max, serviço de streaming da Warner Bros, que estreou em maio nos EUA. Em 1 de janeiro de 2021 a série saiu da Netflix na América Latina, pelos mesmos motivos, como parte da migração de diversos conteúdos das empresas do conglomerado WarnerMedia para o seu serviço de streaming HBO Max, lançado em junho de 2021 nos países latino-americanos.
Um episódio especial de reunião do elenco, intitulado Friends: The Reunion, foi gravado em 2021, estreando na plataforma de streaming HBO Max a 27 de maio do mesmo ano.

## Personagens
A série apresentou os seis membros do elenco principal durante toda a sua exibição, com inúmeros personagens secundários recorrentes em todas as dez temporadas.
- Jennifer Aniston — Rachel Green era uma mulher rica e mimada que, após abandonar o noivo no altar, foi morar com Monica, uma amiga do colegial. O primeiro trabalho de Rachel foi como garçonete no café Central Perk, se tornando, posteriormente, uma vendedora na Bloomingdale's e na Ralph Lauren, na quinta temporada. Vivia uma relação instável com Ross, na qual tiveram uma filha, Emma. Rachel, apesar de ser inicialmente dependente da família, durante o seriado amadurece e passa a ser uma mulher independente. No último episódio da 10.ª temporada, desiste de sua viagem a trabalho e passa a namorar novamente Ross.[8]
- Courteney Cox — Monica Geller, irmã de Ross e chef de cozinha,[9] é obsessiva-compulsiva por limpeza e tem um espírito competitivo.[10][11] Durante a adolescência, era obesa, o que é motivo de lembranças ruins e neuroses. Todos os personagens gostam de se encontrar no seu apartamento. Apesar dos defeitos, ela é a anfitriã-mor da série. Começa a namorar Chandler e se casa com ele na sétima temporada do programa. Na décima temporada, adotam dois filhos por uma barriga de aluguel, uma adolescente que engravidou por acidente e não sabia que teria gêmeos.[12]
- Lisa Kudrow — Phoebe Buffay saiu de casa aos 14 anos, e foi moradora de rua antes de conhecer seus amigos. Excêntrica e vegetariana, sua mãe se suicidou, e seu pai abandonou a família. Ela e sua irmã gêmea, Ursula, se odeiam. Conheceu seu meio-irmão, Frank, e aceitou ser "barriga de aluguel" para ele. Trabalha como musicista (criando músicas como "Gato Fedorento/Smelly Cat") e massagista. Na temporada final, ela se casa com Mike Hannigan, interpretado por Paul Rudd.[13][14]
- Matt LeBlanc — Joey Tribbiani é um ator ítalo-americano que se torna famoso por seu papel na telenovela Days of our Lives como doutor Drake Ramoray. Tornou-se companheiro de quarto de Chandler. Possui um cômico raciocínio lento, fome enorme e adoração por pizza. Tenta conquistar toda mulher que aparece em sua frente com sua famosa frase "How you doing?". Nutriu um amor por Rachel que foi superado.[15]
- Matthew Perry — Chandler Bing foi um processador de dados (emprego esse desconhecido pelos seus amigos) e odiava esse trabalho até que, na nona temporada, ele finalmente teve coragem de se demitir para trabalhar com publicidade (trabalho de que ele gostava de verdade). Ele é o mais cômico dos personagens, e conhecido por seu humor sarcástico.[16] É questionado sobre sua sexualidade e tem um pai travesti, o que aumenta ainda mais os rumores sobre esse tema. Sua mãe é uma famosa escritora de romances adultos. Seu relacionamento mais longo, antes do casamento com Monica Geller, foi com a irritante Janice, eternamente conhecida pela velha e inconfundível frase: "Oh... my... God!". O namoro com Janice finalmente acabou na terceira temporada.[17]
- David Schwimmer — Ross Geller, irmão mais velho de Monica, é um paleontólogo que ama dinossauros e que se divorciou três vezes durante o seriado: da lésbica Carol (que lhe deu seu primeiro filho, Ben), da britânica Emily (cujo nome ele trocou pelo de Rachel no dia do casamento), e de Rachel (casaram-se bêbados em Las Vegas). Rachel e Ross tiveram uma filha juntos, Emma. É muito inteligente e apaixonado por Rachel desde o colegial.[18]

## Elenco

Uma fotografia promocional para lançar a primeira temporada do seriado Friends. Da esquerda para a direita, Matt LeBlanc como Joey Tribbiani, Lisa Kudrow como Phoebe Buffay, Courteney Cox como Monica Geller, Jennifer Aniston como Rachel Green, David Schwimmer como Ross Geller e Matthew Perry como Chandler Bing.

Os membros do elenco principal estavam familiarizados com os telespectadores antes de seu papel em Friends, mas não eram considerados estrelas. Cox tinha a carreira mais promissora entre o elenco principal, quando ela foi inicialmente lançada no seriado, tendo aparecido em Ace Ventura: Pet Detective e Family Ties. Antes de seu papel em Friends, Kudrow já tinha interpretado Ursula Buffay em Mad About You e repetiu o duplo papel da irmã gêmea Ursula como um personagem recorrente durante vários episódios de Friends. LeBlanc apareceu como um personagem secundário na sitcom Married... with Children, e como personagem principal de seu spin-offs, Top of the Heap e Vinnie & Bobby. Após o fim de Friends fez seu próprio spin-off, Joey, que foi cancelado após duas temporadas por baixa audiência. Aniston e Perry já haviam aparecido em vários pilotos de sitcoms mal-sucedidas antes de serem lançados em Friends. Antes de seu papel em Friends, Schwimmer interpretara personagens secundários em The Wonder Years e NYPD Blue. Durante a décima temporada, todos os atores já tinham alcançado o status de celebridade.
Em seus contratos originais para a primeira temporada, cada membro do elenco era pago com 22 500 dólares estadunidenses por episódio. Os membros do elenco receberam salários diferentes na segunda temporada, entre 20 000 e 40 000 dólares por episódio. Antes das negociações de salário para a terceira temporada, o elenco decidiu entrar em negociações coletivas, apesar da preferência do Warner Bros. por ofertas individuais. Os atores receberam o mesmo salário do resto elenco, ou seja, Aniston e David Schwimmer tiveram seus salários reduzidos. As estrelas eram pagas, por episódio, em 75 000 dólares na terceira temporada, 85 000 dólares na quarta temporada, 100 000 na quinta e 125 000 por episódio na sexta temporada. O elenco recebeu salários de 750 000 dólares estadunidenses por episódio nas sétima e oitava temporadas, e 1 milhão de dólares por episódio na nona e décima temporadas. O elenco também recebeu royalties de sindicatos na quinta temporada.
O criador da série, David Crane, queria que todos os seis personagens fossem igualmente importantes e a série foi elogiada como sendo "o primeiro programa verdadeiramente conjunto". Os membros do elenco fizeram esforços para manter o formato do conjunto e não permitir que um dos membros dominasse a trama; eles entraram nas mesmas categorias para os prêmios de atuação, optaram por negociações coletivas, em vez de salários individuais, e pediram para aparecerem juntos em fotos de capas de revistas da primeira temporada.
Os membros do elenco se tornaram melhores amigos fora da tela também, e o ator convidado Tom Selleck relatou ter tido algumas vezes a sensação de ser deixado de fora. O elenco se manteve como bons amigos depois do fim da série, especialmente Cox e Aniston (Aniston se tornou madrinha da filha de Cox e David Arquette, Coco). No livro comemorativo oficial de despedida da série, Friends 'Til The End, cada ator reconheceu separadamente em suas entrevistas que o elenco se tornou sua família.

## Resumos das temporadas

### Primeira temporada
A primeira temporada introduz os seis personagens principais: Rachel, Monica, Phoebe, Joey, Chandler e Ross. Rachel chega no Central Perk, após deixar seu noivo Barry no altar e se mudar para o apartamento de Monica. Ross tenta constantemente dizer a Rachel que a ama, enquanto sua ex-esposa lésbica, Carol, está esperando seu bebê. Joey é apresentado como um ator lutando por seu espaço, enquanto Phoebe trabalha como massagista. Chandler termina com a namorada Janice (Maggie Wheeler), que frequentemente retorna em outros episódios. No final da temporada, Chandler acidentalmente revela que Ross ama Rachel, que percebe que ela se sente da mesma maneira.

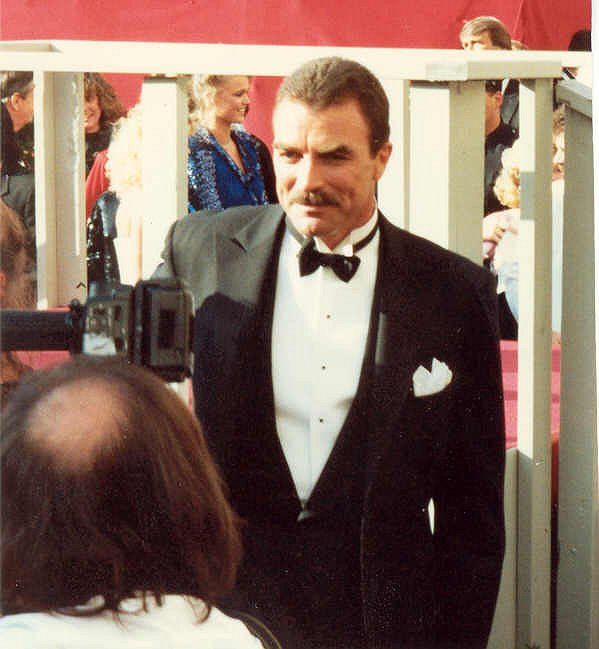
Tom Selleck ganhou a categoria de "Ator Convidado numa Série de Comédia" no Primetime Emmy Award de 2000 por seu papel como Richard Burke.

### Segunda temporada
A segunda temporada começa com Rachel descobrindo que Ross está namorando Julie (Lauren Tom), alguém que ele conheceu em sua pós-graduação. Rachel tenta dizer a Ross que ela também gosta dele, depois de suas tentativas falhas na primeira temporada, embora os personagens finalmente comecem um relacionamento. Joey consegue um papel numa versão fictícia da novela Days of Our Lives, mas seu personagem é morto após ele alegar que escreve muitas das suas próprias falas. Monica começa a namorar Richard (Tom Selleck), recentemente divorciado e 21 anos mais velho que ela. No final da temporada, terminam o seu relacionamento, quando eles percebem que ao contrário de Monica, Richard não quer ter filhos.

### Terceira temporada
A terceira temporada assume um formato serializado significativamente maior. Rachel começa a trabalhar na Bloomingdale's, uma cadeia de lojas de departamento de luxo, e Ross fica com ciúmes de seu colega de trabalho, Mark. Rachel decide dar um tempo no namoro, e Ross, ferido e embriagado, dorme com outra garota, fazendo com que Rachel rompa com ele. Após acreditar que não tem família, exceto sua irmã gêmea Ursula (Lisa Kudrow), Phoebe conhece seu meio-irmão Frank Buffay Jr. (Giovanni Ribisi) e sua mãe biológica, também chamada Phoebe (Teri Garr). Joey desenvolve um relacionamento com sua parceira de cena Kate (Dina Meyer), e Monica começa um relacionamento com o milionário Pete Becker (Jon Favreau).

### Quarta temporada
Na estreia da quarta temporada, Ross e Rachel se reconciliam brevemente. Phoebe torna-se uma mãe de aluguel para o meio-irmão e sua esposa Alice (Debra Jo Rupp). Monica e Rachel são forçados a mudar de apartamentos com Joey e Chandler, depois de perder uma aposta, mas conseguem voltar subornando-os com ingressos para a temporada dos Knicks e um beijo de um minuto (fora da tela) entre as meninas. Ross começa a namorar uma mulher britânica chamada Emily (Helen Baxendale) e ao final da temporada organiza seu casamento em Londres. Chandler e Monica dormem juntos, e Rachel decide participar do casamento de Ross e Emily. Enquanto diz seus votos, Ross utiliza o nome de Rachel no altar, ao invés do da sua noiva, para o choque de sua noiva e dos convidados.

### Quinta temporada
Na quinta temporada, Monica e Chandler tentam manter seu novo relacionamento em segredo de seus amigos. Phoebe dá a luz a trigêmeos no centésimo episódio. Ela dá à luz um menino, Frank Jr. Jr., e duas meninas: Leslie e Chandler (originalmente eram para ser dois meninos e uma menina, mas decidiu-se manter o nome Chandler, apesar de o bebê ser uma menina). O casamento de Ross e Emily é cancelado por ela, que se sente ameaçada por Rachel, quando Ross diz não estar disposto a desistir de sua amizade com Rachel para atender às exigências de Emily. Phoebe começa um relacionamento com o policial Gary (Michael Rapaport). Monica e Chandler tornam seu relacionamento público, para surpresa e felicidade de seus amigos. Eles decidem se casar em uma viagem para Las Vegas, mas mudam seus planos depois de encontrarem Ross e Rachel, ainda bêbados, recém-casados na mesma capela.

### Sexta temporada
Na sexta temporada, depois de descobrir que estão casados, Ross e Rachel concordam em anular o casamento, mas Ross decide não querer se divorciar três vezes antes dos trinta anos e mente para Rachel, dizendo a ela que ele anulou a união, quando na verdade não o fez. Alguns episódios depois ela descobre a verdade e força Ross a seguir adiante com a anulação, mas não conseguem porque Rachel adiciona mentiras sobre Ross nos formulários, sendo então obrigados a dar entrada no divórcio. Chandler e Monica decidem que é cedo para se casarem, e ao invés disso, passam a morar juntos. Chandler muda-se para o apartamento de Monica, Rachel muda-se para o de Phoebe e Joey acaba sozinho no seu. Algum tempo depois, Janine muda-se para casa de Joey, e eles mais tarde acabam namorando. Mais tarde na temporada, um incêndio destrói o apartamento de Phoebe e Rachel. Então enquanto Rachel aloja-se na casa de Chandler e Monica, Phoebe fica em situação menos privilegiada, no apartamento de Joey. Contudo, quando os bombeiros descobrem que o incêndio foi iniciado por Rachel, Phoebe e Rachel invertem as moradias. Rachel diverte-se na casa de Joey, enquanto Phoebe incomoda-se com a compulsão de Monica com limpeza. Chandler planeja pedir Monica em casamento. No último episódio, ele não consegue fazer o pedido de casamento num restaurante chique pois Richard (Tom Selleck), ex-namorado de Monica, aparece. Pouco mais tarde, Richard vai até o restaurante onde Monica trabalha e diz que ainda a ama. Ela chega a pensar em voltar para Richard quando Chandler começa a fingir que não quer se casar (tudo para aumentar o suspense para quando realmente for propor), mas Joey explica a situação a ela. Quando Chandler volta para pedir em casamento, quem acaba pedindo é ela.

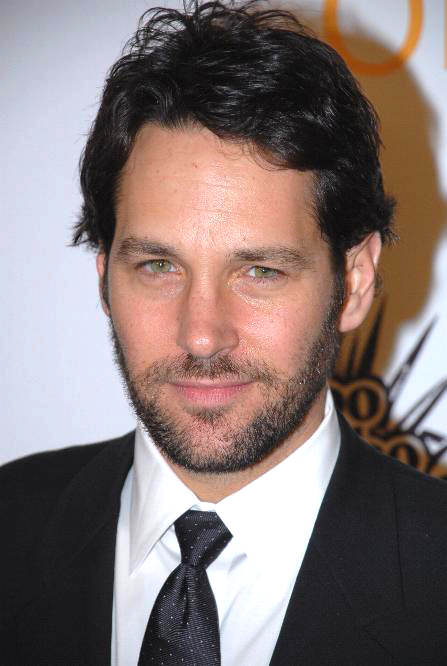
Paul Rudd, que interpretou o marido de Phoebe, Mike Hannigan, foi inicialmente convidado a aparecer em alguns episódios e ficou surpreso quando seu papel tornou-se recorrente.

### Sétima temporada
Na sétima temporada, o apartamento de Phoebe e Rachel é reformado após o incêndio que quase o destruiu, mas quando retornam, descobrem que o que eram antes dois dormitórios, foi transformado em um único dormitório (porém maior), o que anima Phoebe a voltar a morar sozinha nele, enquanto Rachel continua a dividir apartamento com Joey. Joey retorna triunfante ao seu papel em Days of Our Lives, mas desta vez volta com um novo cérebro (após um duvidoso transplante), o da personagem Jessica Lockhart (Susan Sarandon). No último episódio desta temporada, é hora do casamento de Chandler e Monica, mas na noite anterior Chandler se apavora e desaparece. Enquanto ele está fora, Phoebe encontra um teste de gravidez positivo no banheiro de Monica, e acredita que a amiga esteja grávida. Phoebe e Ross encontram Chandler em seu escritório e o convencem a retornar. Porém, já mais próximo da hora da cerimônia, Chandler se apavora novamente, dessa vez com a notícia da suposta gravidez de Mônica e aparentemente foge (mas depois vê-se que ele se arrependeu e foi comprar uma pequena roupa de bebê no gift-shop do hotel). Monica e Chandler se casam, mas quando o noivo diz à noiva que sabe de sua gravidez, ela diz que não está grávida, e que o teste encontrado por Phoebe não era seu. Já no final do episódio, fica claro que a pessoa grávida é na verdade Rachel.

### Oitava temporada
Na oitava temporada, confirma-se que Rachel está grávida, e já a partir do segundo episódio os amigos, um após o outro, vão descobrindo que o pai é na verdade Ross. Alguns episódios depois, Ross e Rachel entram numa discussão para deixar claro quem teve a iniciativa de transar na fatídica noite. Rachel afirma que foi Ross, mas esse tem uma prova contundente, uma fita que por acidente gravou a relação dos dois (Ross estava na verdade filmando-se para praticar sua capacidade de flerte). Após convencer Rachel que a gravação foi por acidente, Ross e os outros assistem à fita e comprovam que foi Rachel quem tomou iniciativa. Ao continuarem morando juntos, Joey começa a se apaixonar por Rachel. Percebendo que Ross não está exercendo seus deveres parentais como desejava, Joey, ainda que relutante, convence Rachel a mudar-se para o apartamento do pai da criança que está esperando, e assim ela faz. Mais tarde Joey, fala com Ross sobre seus sentimentos por Rachel, ele fica chocado, no entanto é convencido por Monica a falar com Joey, na conversa ele revela que Rachel foi seu primeiro amor então Ross sugere que ele revele seus sentimentos a ela, e ele faz, porém ela educadamente o rejeita. No último episódio da temporada, ela dá a luz a uma menina que ainda não tinha nome. Quando Rachel pede para Monica falar os nomes escolhidos para seus futuros filhos, Rachel adora o nome feminino escolhido por Monica. Monica então permite que Rachel dê o nome à sua filha recém-nascida, que então passa a se chamar Emma.

### Nona temporada
Na nona temporada, Ross e Rachel têm uma discussão sobre morarem juntos. Sentindo não ser certo morar com Ross tendo um bebê juntos mas não estando num relacionamento, Rachel decide mudar-se novamente para a casa de Joey, levando sua filha Emma consigo. O emprego de Chandler começa a requerer que ele passe a maior parte da semana em Tulsa, Oklahoma. Ele aguenta por algum tempo, mas quando tem que passar o Natal longe da esposa e uma das sócias da empresa começa a dar em cima dele, ele pede demissão e procura um emprego na área de publicidade. Chandler e Monica tentam engravidar, mas não conseguem, por conta de dificuldades genéticas que os impedem de ter filhos juntos, fazendo deles um casal praticamente estéril. Decidem então partir para a adoção. Phoebe começa a namorar um homem chamado Mike Hanigan (Paul Rudd). Eles se dão muito bem e decidem morar juntos, mas quando ela pergunta a ele sobre o futuro do relacionamento, Mike diz a ela que por já ter passado por um divórcio, não quer se casar novamente. Como Phoebe deseja se casar, eles terminam. Rachel começa a se apaixonar por Joey. No último episódio da temporada, o grupo vai a Barbados, onde Ross participará como palestrante de um seminário sobre paleontologia. Phoebe leva sua antiga paixão, David (Hank Azaria) e Joey leva sua namorada Charlie (Aisha Tyler), amiga de Ross. Monica, ao descobrir que David está tentando fazer Phoebe esquecer Mike pedindo-a em casamento, liga para Mike e o intima a tomar uma atitude. Apesar de relutar de primeira, Mike decide ir até Barbados e pedir Phoebe em casamento antes de David. Mesmo confusa, Phoebe recusa a proposta de Mike (mas decide reatar o romance), e termina tudo com David. Joey e Charlie terminam quando percebem que têm pouco em comum, e logo em seguida Joey descobre que Rachel gosta dele. No meio tempo, Ross e Charlie se beijam e são flagrados por Joey, que decide então ir atrás de Rachel. Ao chegar em seu quarto, Joey a beija.

### Décima temporada
O relacionamento de Rachel e Joey dura apenas três episódios na décima temporada, pois eles percebem que são amigos demais e que o sexo seria impossível. Ross e Charlie também não progridem no relacionamento; quando ele tenta conseguir uma bolsa de estudos, é entrevistado por um ex-namorado de Charlie, Benji (Greg Kinnear). Quando esta se manifesta, ele confessa que ainda sente algo por ela e os dois parecem reatar o relacionamento ali mesmo, ignorando Ross. Alguns episódios mais tarde, Mike pede Phoebe novamente em casamento, recebendo um sim como resposta. Eles se casam logo depois. Chandler e Monica tentam adotar o bebê de uma mulher chamada Érica (Anna Faris), que está grávida e não poderá cria-lo. Eles também decidem se mudar para o interior do estado. No episódio final, Érica dá a luz a gêmeos, um casal. O menino se chama Jack, enquanto a menina se chama Érica. Rachel consegue uma entrevista para a Gucci, mas seu chefe na Ralph Lauren está no mesmo restaurante onde a entrevista acontece, e a demite; sabendo que ela já possuía um emprego, seu "futuro" chefe também deixa de contratá-la. Ao tirar suas coisas do escritório, ela encontra Mark, que lhe consegue um novo emprego, desta vez em Paris. Os cinco amigos organizam uma festa de despedida, e ela se despede de todos separadamente, com exceção de Ross, que se sente ignorado. Ross fica muito irritado e briga com Rachel. Ela então aparece no apartamento dele dizendo que ela só não se despediu dele pois era muito difícil, já que ele era a pessoa mais especial para ela, o que os leva a dormirem juntos. No último episódio da série, Ross descobre-se ainda amando Rachel, e decide ir atrás dela no aeroporto para demove-la da ideia de ir para Paris. Quando finalmente a encontra, ela surpreendentemente diz não. Ross volta arrasado para o seu apartamento, e encontra uma mensagem dela na secretária eletrônica, dizendo que ela ainda o ama e que está tentando descer do avião. Ao fim da mensagem, Rachel aparece na porta de Ross e eles se beijam. A série acaba com Chandler e Monica levando os gêmeos e os quatro amigos para mais um café no Central Perk. A última imagem é um rápido tour pelo apartamento vazio, seis chaves do apartamento, uma de cada personagem e um close fechando em cima da moldura que envolve o "olho-mágico" da porta, o símbolo mais emblemático da série.

## Produção

### Concepção
David Crane e Marta Kauffman começaram a desenvolver três novos pilotos para televisão que iriam estrear no segundo semestre de 1994, depois de sua sitcom Family Album ter sido cancelada pela CBS em 1993. Kauffman e Crane decidiram apresentar a série sobre "seis pessoas com seus 20 anos trilhando seu caminho em Manhattan" para a NBC, pois achavam que se encaixaria melhor nesse canal. Crane e Kauffman apresentaram a ideia ao seu parceiro de produção Kevin Bright, que trabalhou como produtor executivo na série da HBO Dream On. A ideia para a série foi concebida quando Crane e Kauffman começaram a lembrar do momento em que eles tinham acabado a faculdade e começaram a viver por si só, em Nova York; Kauffman acreditava que eles estavam procurando o momento em que o futuro era "mais um ponto de interrogação." Eles acharam esse conceito interessante, pois acreditavam que "todo mundo sabe como é esse sentimento", e porque também era como se sentiam sobre suas próprias vidas naquele momento. A equipe intitulou a série como Insomnia Cafe e lançou a ideia em um projeto de sete páginas para a NBC, em dezembro de 1993.
Ao mesmo tempo, Warren Littlefield, o então presidente da NBC Entertainment, estava procurando uma comédia envolvendo jovens que viviam juntos e compartilhavam suas despesas. Littlefield queria que o grupo compartilhasse períodos memoráveis de suas vidas com seus amigos, se tornando "novos membros de uma família substituta." No entanto, Littlefield encontrou dificuldades em trazer o conceito para a realidade e encontrou terríveis scripts desenvolvidos pela NBC. Quando Kauffman, Crane e Bright apresentaram Insomnia Cafe, Littlefield ficou impressionado como sabiam quem seus personagens eram. A NBC então comprou a ideia de desenvolver um piloto, arriscando as sanções financeiras, caso o piloto não fosse filmado. Kauffman e Crane começaram a escrever um roteiro piloto para um seriado agora intitulado Friends Like Us, que levou três dias para ser escrito. Littlefield queria que a série representasse a Geração X e explorasse um novo tipo de vínculo tribal, mas o trio de criadores não compartilhavam sua visão. Crane argumentou que não era uma série para uma geração específica e queria produzir uma série que todos gostassem de assistir. A NBC gostou do roteiro do episódio piloto e ordenou a mudança do título da série para Six of One, devido principalmente ao título similar partilhado pela sitcom da ABC These Friends of Mine.

### Lançamento

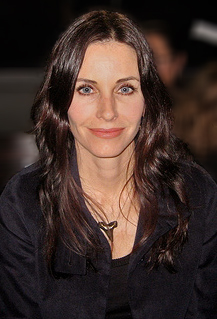
Os produtores queriam que Courteney Cox interpretasse Rachel, no entanto, Cox se recusou e pediu para interpretar Monica.

Depois que tornou-se evidente que a série foi um projeto que favoreceu a NBC, Littlefield relatou que estava recebendo telefonemas de todos os agentes da cidade, querendo o seu cliente como parte do seriado. Audições para os papéis principais ocorreram em Nova York e Los Angeles. O diretor de elenco escolheu mil atores, que quando separados por candidatados para cada papel, caia para 75 pessoas por personagem. Aqueles que recebiam um telefonema de retorno eram novamente avaliados na frente de Crane, Kauffman e Bright. No final de março, o número de potenciais atores foi reduzido para três ou quatro para cada papel, e foram convidados a atuar para Leslie Moonves, então presidente da Warner Bros Television.
Tendo trabalhado com David Schwimmer no passado, os criadores da série escreveram o personagem de Ross com o ator em mente, sendo ele que estava em primeiro lugar. Os produtores queriam que Courteney Cox interpretasse Rachel, porém, Cox recusou-se e pediu para interpretar Monica. Kauffman disse que Cox tinha "essa alegre e otimista energia", que não era como eles tinham imaginado Monica. Quando Cox fez o teste para o papel, os produtores foram surpreendidos pela sua direção da personagem e a colocaram como parte do elenco. Quando Matt LeBlanc fez o teste para Joey, ele colocou uma abordagem sobre o personagem. Os escritores não pretendiam, originalmente, que Joey fosse fraco, mas acharam que iria ser uma grande fonte de comédia. LeBlanc também deu o coração do personagem, que os escritores não perceberam que Joey tinha. Embora Crane e Kauffman não quisessem LeBlanc para o papel, no momento, eles foram pressionados pela rede a incluí-lo no elenco. Jennifer Aniston, Matthew Perry e Lisa Kudrow foram escolhidos com base em seus respectivos testes.
Mais mudanças ocorreram na história da série durante o processo de escolha do elenco. Os autores tiveram que ajustar os personagens que eles haviam escrito para atender aos atores e o processo de descoberta dos personagens ocorreu durante a primeira temporada da série. Kauffman admitiu que o personagem Joey tornou-se "um novo ser" e que "até o episódio de Ação de Graças nós não tínhamos percebido o quão divertidas eram as neuroses de Monica."

### Enredo

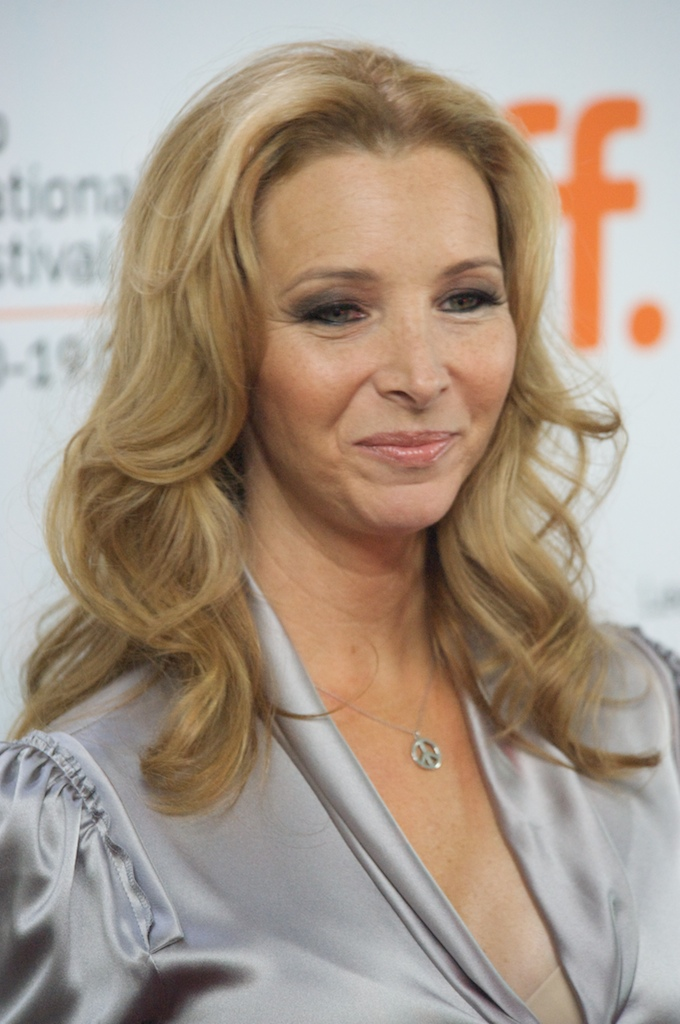
Lisa Kudrow, a intérprete de Phoebe Buffay.

Nas semanas seguintes após a NBC aceitar Friends, Crane, Kauffman e Bright reviram scripts enviados por escritores que tinham preparado episódios originalmente para outras séries, principalmente episódios não produzidos de Seinfeld. Kauffman e Crane contrataram uma equipe de sete jovens escritores, porque "Quando você tem 40, você não pode fazê-lo mais. As redes e os estúdios estão procurando jovens saindo da faculdade." Os criadores perceberam que utilizar seis personagens iguais, em vez de enfatizar a história em um ou dois, proporcionaria uma "miríade de histórias e daria pernas ao seriado". A maioria das ideias do enredo vieram dos escritores, embora os atores também tenham acrescentado outras ideias. Os escritores originalmente planejaram uma grande história de amor entre Joey e Monica, uma vez que eles estavam destinados a ser os mais sexuais personagens da série. A ideia de um interesse romântico entre Ross e Rachel emergiu durante o período em que Kauffman e Crane escreveram o episódio piloto.
Durante a produção do piloto, a NBC pediu que o roteiro fosse alterado para apresentar um enredo dominante e vários outros menores, mas os escritores se recusaram, querendo manter a história em três linhas de igual peso. A NBC achava que o elenco era muito jovem e sugeriram um personagem mais velho que poderia dar o conselho adultos jovens. Crane e Kauffman foram obrigados a cumprir, e escreveram um rascunho de um episódio inicial chamado "Pat the cop" (em português:  Pat, o policial). Crane achou o enredo terrível e Kauffman brincou: "Você conhece o livro de crianças Pat the Bunny? Nós temos Pat the Cop". A NBC finalmente cedeu e deixou a ideia de fora.
Em cada verão, os produtores delineavam o enredo da temporada seguinte. Antes de um episódio entrar em produção, Kauffman e Crane reviam o script escrito por um outro escritor, principalmente se alguma coisa sobre qualquer série ou personagem fosse estranha. Ao contrário das outras histórias, a ideia de uma relação entre Joey e Rachel foi decidida no meio da oitava temporada. Os criadores não queriam que Ross e Rachel voltassem a ficar juntos tão cedo e, enquanto procuravam por um par romântico, um escritor sugeriu o interesse romântico de Joey por Rachel. A história foi incorporada na época, no entanto, quando os atores temeram que a história se tornaria desagradável para seus personagens, o enredo foi descartado, até que reapareceu novamente na temporada final. Para a nona temporada, os escritores não tinham certeza sobre a quantidade de história que iriam dar ao bebê de Rachel, como eles não queriam que o seriado girasse em torno de um bebê, nem fingisse que não havia qualquer criança. Crane disse que levou um tempo para aceitar a ideia de uma décima temporada e que decidiu fazer pois eles tinham muitas histórias para contar para justificar uma nova temporada. Kauffman e Crane não teriam assinado a uma décima primeira temporada, mesmo quando todos os membros do elenco queriam continuar o seriado.
O formato do título do episódio-"The One with ou where..." (a.k.a. T.O.W.)- foi criado quando os produtores perceberam que os títulos dos episódios não seriam apresentados nos créditos de abertura, e, portanto, seriam desconhecidos para a maioria da platéia. "The One" em português "Aquele", foi escolhido pois a série conta a história de amizade, ou seja, uma conversa no dia a dia.

### Filmagem

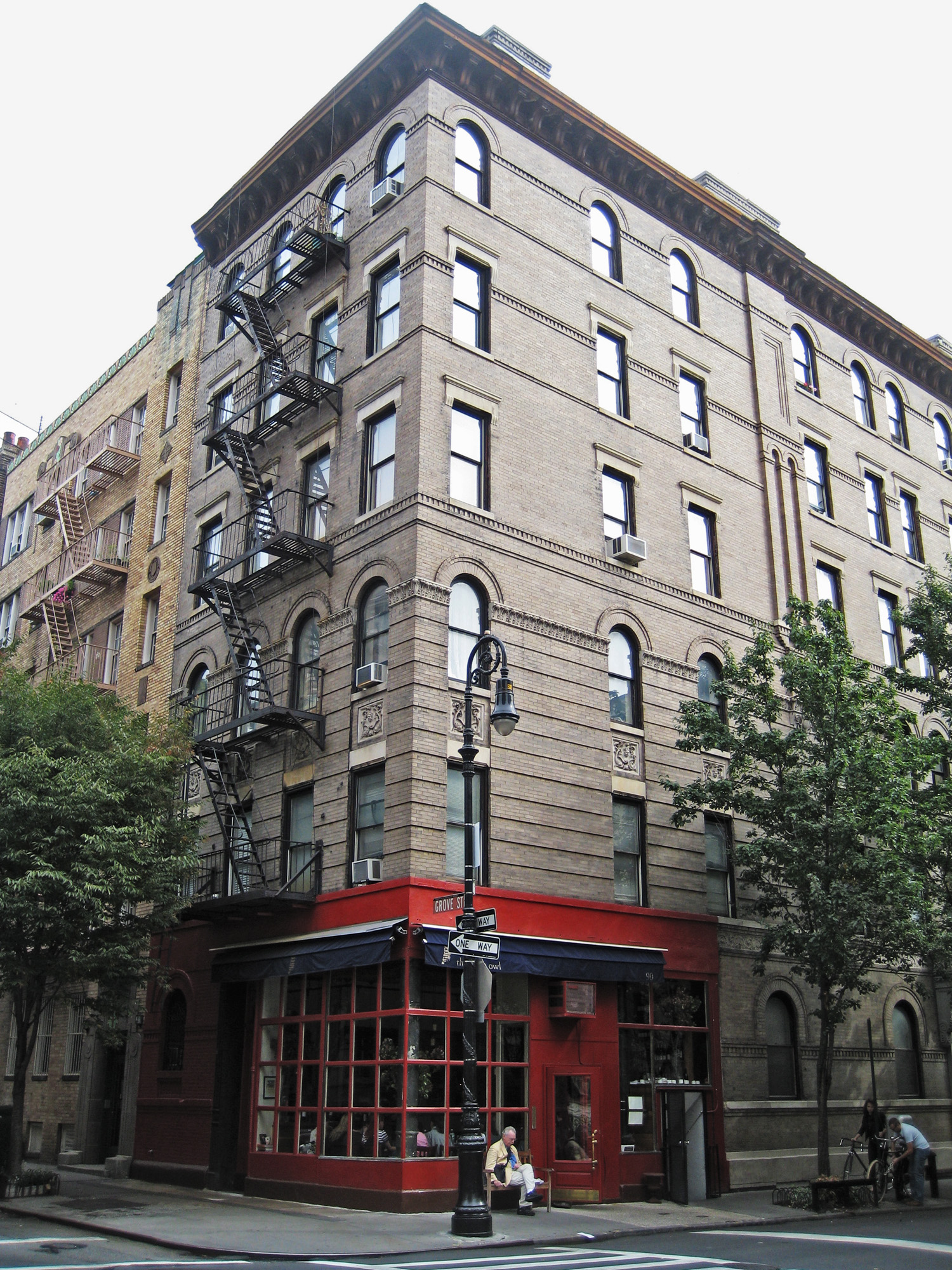
Edíficio em Greenwich Village, Nova Iorque, que foi utilizado para representar os apartamentos dos seis amigos.

A primeira temporada foi filmada no Estúdio 5 do Warner Bros Studios, em Burbank, Califórnia. Executivos da NBC estavam preocupados que a decoração do café Central Perk era muito hip e solicitaram que a série fosse definida em um jantar, mas finalmente concordaram com a conceito de coffee house. As cenas da abertura foram filmadas em uma fonte no Rancho Warner Bros às 04h00, enquanto estava particularmente frio naquela manhã em Burbank. No início da segunda temporada, a produção mudou-se para o maior Estúdio 24, que foi renomeado para "The Friends Stage", após o final da série. As filmagens para a série começaram no verão de 1994 na frente de uma platéia ao vivo, que receberam um resumo da série para familiarizar-se com os seis personagens principais; um comediante contratado entretinha a platéia entre as tomadas. Cada episódio de 22 minutos de duração levou seis horas para ser filmado, o dobro do da maioria das gravações de comédia, principalmente devido às várias revisões e reescritas dos roteiros.

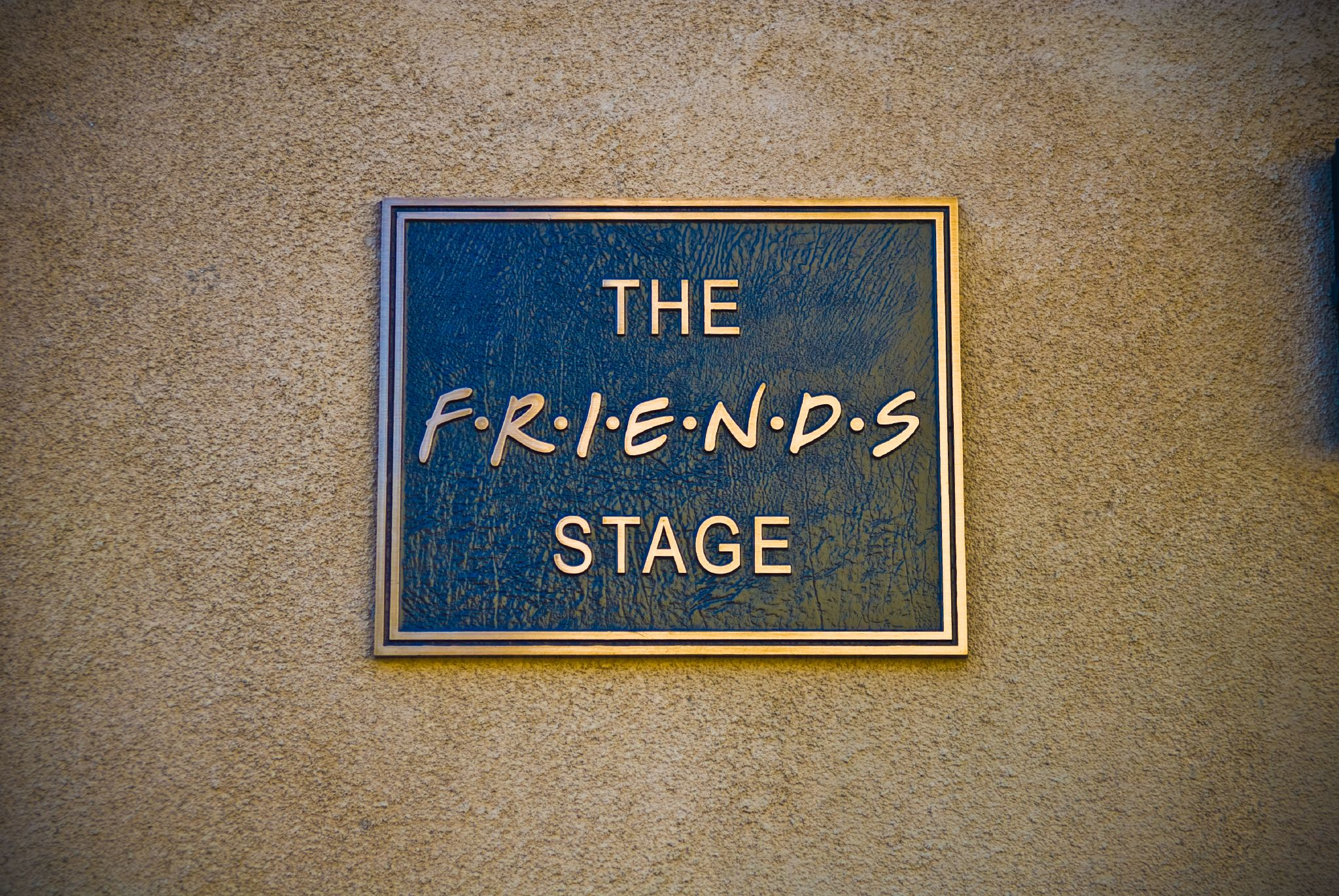
Placa do Estúdio 24, renomeado para "The Friends Stage".

Embora os produtores sempre quisessem mostrar as histórias como se os atores estivessem no local, Friends nunca foi filmada em Nova York. Bright achava que as filmagens de episódios feitas fora do estúdio eram menos engraçadas e que o auditório era uma parte integrante da série. Quando a série foi criticada por representar Nova York incorretamente, quando era claro que o grupo de amigos não teria condições de arcar as despesas de apartamentos enormes em Greenwich Village, Bright disse que o set tinha que ser grande o suficiente para as câmeras, iluminação, e "para que o público possa ver o que está acontecendo"; os apartamentos também precisavam proporcionar um espaço para que os atores pudessem executar os roteiros cômicos. O final da quarta temporada foi filmado em locações em Londres, porque os produtores estavam cientes da popularidade da série no Reino Unido. As cenas foram filmadas em um estúdio com três platéias, cada uma composta por 500 pessoas. Estas foram as maiores audiências do programa ao longo de sua execução. O final da quinta temporada, que se passava em Las Vegas, foi filmado em estúdios da Warner Bros., apesar de Bright ter encontrado pessoas que pensavam que os episódios tinham sido filmados em Vegas.

## Final da série

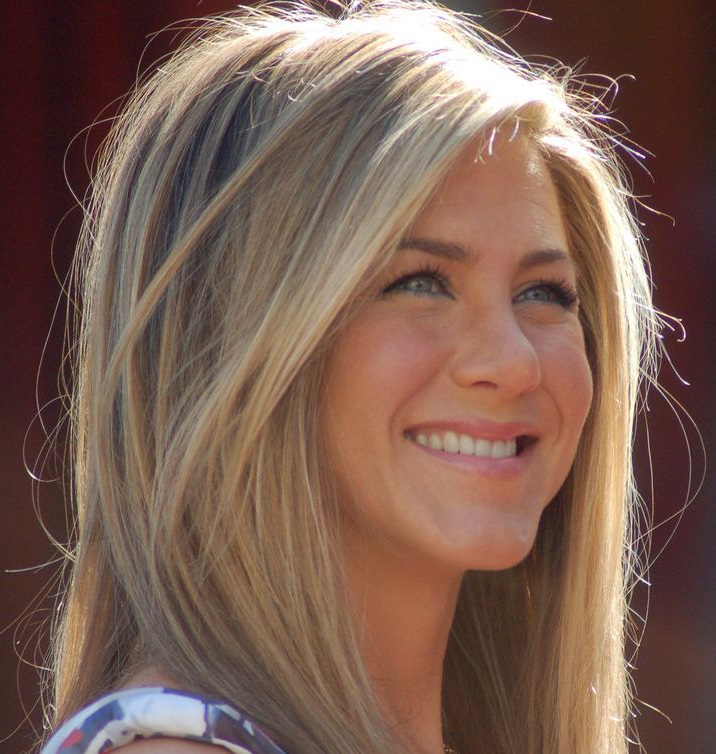
O elenco ficou muito emocionado durante as filmagens do episódio final. Jennifer Aniston explicou, "Agora nós estamos como uma porcelana muito delicada e estamos acelerando em direção a uma parede de tijolos."

Os criadores da série completaram a primeira versão do episódio final de uma hora de duração em janeiro de 2004, quatro meses antes de sua exibição original. Crane, Kauffman e Bright assistiram aos episódios finais de outras sitcoms para preparar esboço do episódio, prestando atenção ao que funcionou e o ao que não. Eles gostaram dos que permaneceram fieis às séries, citando o final de The Mary Tyler Moore Show como padrão. Crane, Kauffman e Bright tiveram dificuldade em escrever o final e passaram vários dias pensando na cena final, sem serem capazes de escrever uma palavra. Eles não queriam fazer "algo de elevado conceito ou levar a série para fora da série". As partes mais críticas do final foram filmadas sem plateia e com uma quantidade mínima de membros. O elenco principal gostou do final e estava confiante de que os fãs reagiriam da mesma maneira:
| “ | Foi exatamente o que eu esperava. Nós todos acabamos com uma sensação de um novo começo e o público teve a sensação de que é um novo capítulo na vida de todos estes personagens. | ” |

A NBC promoveu fortemente o final da série, que foi precedido por uma campanha publicitária. As afiliadas locais da NBC organizaram festas de exibição em várias partes dos Estados Unidos, incluindo um evento na Universal CityWalk com uma emissão especial do final em uma tela Astrovision exterior. O final foi o tema de dois episódios da Dateline NBC, uma revista televisiva semanal, uma das quais decorreu durante duas horas. Uma retrospectiva de uma hora de clipes de episódios anteriores foi mostrado antes da exibição do episódio. Após a final, The Tonight Show with Jay Leno foi filmado no set do Central Perk de Friends, local que caracterizou o elenco e os convidados da série. As cotas de publicidade para o episódio final da série foram de US$ 2 milhões para 30 segundos do horário comercial, quebrando o recorde do final de Seinfeld, com US$ 1,7 milhão.
Nos Estados Unidos, 52,5 milhões de telespectadores assistiram ao episódio final em 6 de maio de 2004, tornando-se a transmissão de entretenimento mais vista desde o episódio final de Seinfeld, em 1998. Embora não tenha sido o episódio de série mais visto, o episódio final foi o quarto final de série mais assistido da história da televisão, atrás apenas do final de M*A*S*H, Cheers e Seinfeld, que foram assistidos por 105, 80,4 e 76,2 milhões de telespectadores respectivamente. O episódio de retrospectiva foi assistido por menos de 36 milhões de espectadores e o episódio final foi o segundo mais assistido da televisão naquele ano, atrás apenas do Super Bowl. Após os finais de Friends e Frasier, críticos da mídia especularam sobre o destino do gênero comédia. As opiniões expressas variaram entre uma sinalização para o fim do gênero sitcom, um pequeno declínio na grande história do gênero, até uma redução geral da televisão de roteiro em favor aos "reality shows".

## Impacto

### Recepção da crítica

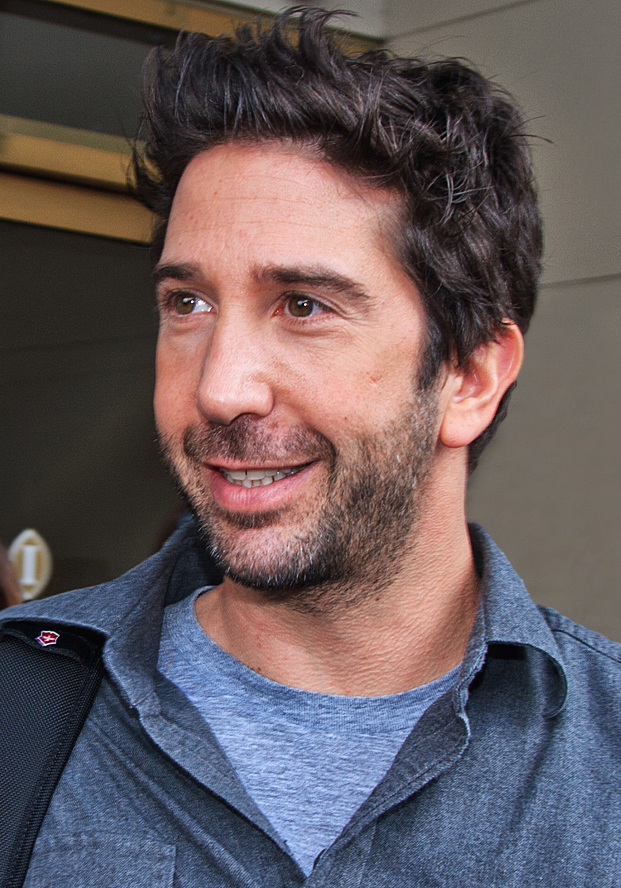
David Schwimmer, intérprete de Ross Geller.

As primeiras resenhas da série foram mistas. Tom Feran do The Cleveland Plain Dealer escreveu que a série tratava "vagamente e com menos sucesso o estilo de Seinfeld", Enquanto Ann Hodges do Houston Chronicle chamou a série de "o novo Seinfeld, mas nunca será engraçado como Seinfeld." No Los Angeles Daily News, Ray Richmond disse que a série era "uma das comédias mais brilhantes da nova temporada", e o The Los Angeles Times disse que era "a melhor série de comédia da nova temporada ".
Ginny Holbert do Chicago Sun-Times disse que as características de Joey e de Rachel estavam subdesenvolvidas, enquanto Richmond elogiou o elenco como um "conjunto de jovens simpáticos", com "boa química".Robert Bianco do USA Today foi cortês com Schwimmer, chamando-o de "fantástico". Ele também elogiou as mulheres, mas estava preocupado com o papel de Perry como Chandler, dizendo que era "indefinido" e que LeBlanc "confiou demais na rotina de garanhão sem cérebro que já estava cansativa nas últimas duas vezes que ele tentou fazer". Os autores de Friends Like Us: The Unofficial Guide to Friends disseram que o elenco estava "tentando um pouco demais", em particular Perry e David Schwimmer.
À medida que a série progredia, mais opiniões tornaram-se positivas, e Friends se tornou uma das sitcoms mais populares do seu tempo. Os críticos elogiaram a série como tendo uma escrita consistente e química entre os atores principais. Noel Holston do Newsday, que havia julgado improcedente o piloto como uma "eu quero ser Seinfeld", em 1994, repudiou sua revisão anterior, depois revendo o episódio, escrevendo um pedido de desculpas aos autores. Heather Havrilesky do Salon.com disse que a série "encontrou seu rumo" na segunda temporada. Havrilesky achou que as piadas dos personagens e que outras situações específicas "poderiam fazer você rir em voz alta algumas vezes em cada episódio" e a qualidade da escrita permitiu que a história fosse "original e inovadora." Bill Carter, do The New York Times chamou a oitava temporada de um "retorno verdadeiramente espectacular". Carter disse que "gerando novas linhas de história e risos de altos decibéis", a série fez o seu caminho "de volta aos corações de seus fãs."
No entanto, Liane Bonin da Entertainment Weekly considerou que a direção da nona temporada foi "decepcionante". Apesar de decepcionada com a temporada, Bonin assinalou que "a escrita [era] mantinha o seu pique". Havrilesky disse que a décima temporada foi "alarmantemente terrível, muito pior do que você jamais iria imaginar numa série que já foi tão boa". Friends foi destaque na lista da Time "Os 100 Melhores Programas de Televisão de Todos os Tempos", dizendo: "o segredo escondido desta série é que ele se chamava Friends e realmente foi sobre a família".
Críticas sobre o final da série foram mistas a positivas. Robert Bianco do USA Today descreveu o final como divertido e gratificante, e elogiou-o pela emoção habilmente misturada com humor e ao mesmo tempo apresentando cada uma das estrelas. Sarah Rodman do Boston Herald elogiou Aniston e David Schwimmer pelas suas atuações, mas sentiu que a reunião de seus personagens foi "demasiada arrumada, mesmo que tenha sido o que mais queriam as legiões de fãs da série."

### Premiações
Para preservar o formato de "série de grupo", os membros do elenco principal decidiram inscrever-se nas mesmas categorias de prêmios de atuação. Começando com a oitava temporada da série, os atores decidiram apresentar-se na votação de ator principal, ao invés dos campos de melhor ator coadjuvante. A série foi indicada a 63 Primetime Emmy Awards, vencendo seis. Aniston e Lisa Kudrow são os únicos membros do elenco principal que ganharam um Emmy, enquanto Cox foi a única atriz que não foi indicada. A série ganhou o Emmy de 2002 na categoria de "Melhor série de comédia", com nomeações em 1995, 1996, 1999, 2000 e 2003. A série também ganhou um American Comedy Award, um GLAAD Media Award, um Golden Globe Award, três Logie Awards, seis People's Choice Awards, um Satellite Award e um Screen Actors Guild Awards.

### Audiência
A tabela abaixo indica as classificações de Friends na televisão estadunidense, onde se classificou consistentemente no top ten da televisão. "Posição" refere-se à forma como Friends foi avaliado em comparação com outras séries de televisão que foram ao ar durante o horário nobre correspondente à sua temporada. As temporadas tendem a começar em setembro e terminam durante maio do ano seguinte. "Visitantes" refere-se ao número médio de espectadores de todos os episódios originais transmitidos durante as temporadas da série. A estreia da temporada é a data em que o primeiro episódio da temporada foi ao ar e o final é a data que o episódio final da temporada foi ao ar. Até agora, Friends tem sido a última sitcom que alcançou o primeiro lugar em audiência na televisão, sendo os seus sucessores CSI: Crime Scene Investigation e American Idol.
| Temporada | Duração | Início de Temporada    | Final de Temporada | Temporada TV | Posição | Espectadores em milhões (rating/share) |
| --------- | --- | ---------------------- | ------------------ | ------------ | ------- | -------------------------------------- |
| 1         | Quinta 20:30 (22 de setembro de 1994 — 23 de fevereiro de 1995) Quinta 21:30 (23 de fevereiro de 1995 — 18 de maio de 1995)                                                   | 22 de setembro de 1994 | 18 de maio de 1995 | 1994-1995    | #8      | 24.3 (16.6/26)                         |
| 2         | Quinta 20:00 (21 de setembro de 1995 — 18 de janeiro de 1996) Domingo 22:13 (28 de janeiro de 1996) Quinta 20:00 (1 de fevereiro de 1996 — 16 de maio de 1996)                | 21 de setembro de 1995 | 16 de maio de 1996 | 1995-1996    | #3      | 29.4 (19.3/31)                         |
| 3         | Quinta-feira 20:00 (19 de setembro de 1996 — 17 de maio de 2001) | 19 de setembro de 1996 | 15 de maio de 1997 | 1996-1997    | #4      | 25.0 (16.7/28)                         |
| 4         | Quinta-feira 20:00 (19 de setembro de 1996 — 17 de maio de 2001) | 25 de setembro de 1997 | 7 de maio de 1998  | 1997-1998    | #4      | 24.1 (16.4/27)                         |
| 5         | Quinta-feira 20:00 (19 de setembro de 1996 — 17 de maio de 2001) | 24 de setembro de 1998 | 20 de maio de 1999 | 1998-1999    | #2      | 23.5 (15.7/26)                         |
| 6         | Quinta-feira 20:00 (19 de setembro de 1996 — 17 de maio de 2001) | 23 de setembro de 1999 | 18 de maio de 2000 | 1999-2000    | #5      | 20.7 (14.0/23)                         |
| 7         | Quinta-feira 20:00 (19 de setembro de 1996 — 17 de maio de 2001) | 12 de outubro de 2000  | 17 de maio de 2001 | 2000-2001    | #5      | 20.2 (13.1/21)                         |
| 8         | Quinta-feira 20:00 (27 de setembro de 2001 — 4 de outubro de 2001) Quinta-feira 20:50 (11 de outubro de 2001) Quinta-feira 20:00 (18 de outubro de 2001 — 16 de maio de 2002) | 27 de setembro de 2001 | 16 de maio de 2002 | 2001-2002    | #1      | 24.5 (15.3/24)                         |
| 9         | Quinta-feira 20:00 (26 de setembro de 2002 — 15 de maio de 2003) | 26 de setembro de 2002 | 15 de maio de 2003 | 2002-2003    | #2      | 21.6 (13.8/22)                         |
| 10        | Quinta-feira 20:00 (25 de setembro de 2003 — 29 de abril de 2004) Quinta-feira 21:00 (6 de maio de 2004)                                                                      | 25 de setembro de 2003 | 6 de maio de 2004  | 2003-2004    | #3      | 22.8 (14.4/23)                         |

### Impacto cultural

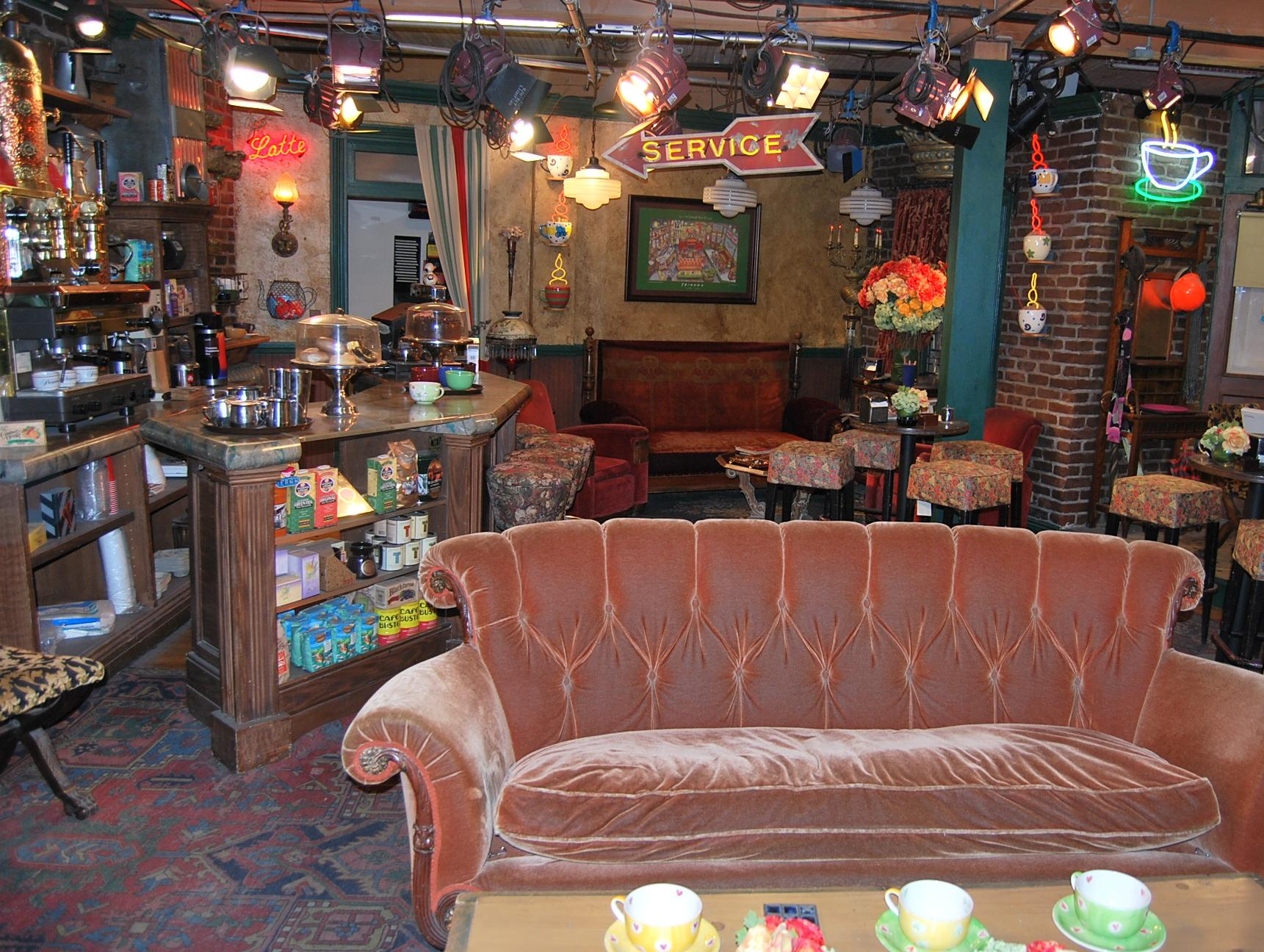
Set do Central Perk, no Warner Bros. Studios.

Embora os produtores imaginaram Friends como "apenas um programa de TV", vários psicólogos pesquisaram o impacto cultural da série durante o seu tempo de exibição. O penteado Aniston foi apelidado de "The Rachel" e copiado em todo o mundo. A frase de Joey, "How you doin'?" (em português:  Como você está?), tornou-se uma expressão popular da gíria do inglês ocidental, muitas vezes usada como uma saudação de amigos. A série também impactou o idioma inglês, de acordo com um estudo realizado por um professor de linguística da Universidade de Toronto. O professor descobriu que os personagens usaram a palavra inglesa "so" de modificar adjetivos mais frequentemente do que outros intensificadores, como "very" e "really". Embora essa preferência já tivesse aparecido no vernáculo estadunidense, a série pode ter acelerado essa mudança. Na sequência dos atentados de 11 de setembro de 2001, as avaliações da série aumentaram 17% em relação à temporada anterior.
Friends foi parodiado na décima segunda temporada de Murder, She Wrote no episódio "Assassinato Entre Amigos". No episódio, a detetive amadora Jessica Fletcher (Angela Lansbury) investiga o assassinato de um escritor para Buds, uma série televisiva de ficção sobre o cotidiano de um grupo de amigos da cidade. O episódio foi planejado após a CBS mudar Murder, She Wrote de seu intervalo de tempo regular na noite de domingo para quinta-feira, em confronto direto com Friends na NBC. Jerry Ludwig, o escritor do episódio, pesquisou o "sabor" de Buds assistindo episódios de Friends.
O Central Perk café, um dos principais cenários da série, inspirou várias imitações no mundo inteiro. Em 2006, o empresário iraniano Mojtaba Asadian iniciou uma franquia do Central Perk e registrou o nome em 32 países. A decoração das casas de café é inspirada em Friends, com réplicas dos sofás, contadores, sinalização de néon e tijolos. As casas de café também contêm pinturas de vários personagens da série e televisões com episódios Friends. James Michael Tyler, que interpreta Gunther, o gerente do Central Perk na série, participou da inauguração do café de Dubai, onde ele trabalhou como garçom. O Central Perk foi reconstruído como parte de uma exposição de museu no Warner Bros Studios e foi mostrado no The Ellen DeGeneres Show em outubro de 2008 e Jennifer Aniston revisitou o set pela primeira vez desde o final da série em 2004. De 24 a 7 de outubro de 2009 uma réplica do Central Perk ficou instalada na Broadwick Street, Soho, em Londres. A casa de café vendeu café real para os visitantes e apresentou uma exposição de adereços de Friends, tais como a Geller Cup do episódio da terceira temporada "Aquele do Futebol Americano". Em 2009, um remix da música "Smelly Cat" se tornou um popular fenômeno da internet. Em Pequim, na República Popular da China, o empresário Du Xin abriu uma lanchonete chamada "Central Perk", baseada no café de Friends.

## Distribuição

### Transmissão

A MTV exibe Friends desde 1 de janeiro de 2017, após o término do contrato de licenciamento da série para o Nick at Nite.

Após o episódio piloto superar as expectativas da NBC, a série estreou com o nome de Friends em 22 de setembro de 1994 no cobiçado horário das 20:30 de quinta-feira, chamado Must See TV. O piloto foi ao ar entre Mad About You e Seinfeld, e foi assistido por quase 22 milhões de telespectadores estadunidenses. A série foi um enorme sucesso ao longo de sua transmissão e foi uma âncora do horário. Quando Crane disse a repórteres em 2001 que a nona temporada era uma possibilidade, os críticos acreditavam que ele estava blefando e que pelo menos dois dos membros do elenco não poderiam assinar por mais uma temporada. Quando foi confirmado que Friends iria retornar para uma nona temporada, as notícias focaram principalmente a quantidade de dinheiro (7 milhões de dólares por episódio) que foi necessária para trazer a série de volta para mais uma temporada.
Após um ano de expectativas sobre a nona temporada ser a última da série, a NBC assinou um acordo no final de dezembro de 2002 para trazer a série de volta para uma décima temporada final. A equipe criativa da série não queria prolongar as negociações para o próximo ano e queria começar a escrever o resto dos episódios da nona temporada e de um potencial episódio final. A NBC concordou em pagar US$ 10 milhões para a Warner Bros para a produção de cada episódio da décima temporada, o preço mais alto na história da televisão para uma série de 30 minutos. Embora a NBC não tenha sido capaz de gerar receitas de publicidade suficiente de comerciais para cobrir as despesas, a série foi parte integrante do calendário de quinta-feira, que trouxe avaliações elevadas e lucros para a série de televisão. O elenco exigiu que a décima temporada fosse reduzida dos habituais 24 episódios para 18 episódios, para que lhes permitissem trabalhar em outros projetos.
No outono de 2001, a Warner Bros fez um acordo com a rede irmã TBS para reprisar a série. A Warner Bros fez acordos semelhantes com vários canais de televisão de todo o país. Em julho de 2005, foi anunciado que a Warner Bros vendeu Friends para o Nick at Nite para começar transmissão no outono de 2011. A Warner Bros espera arrecadar US$ 200 milhões em taxas de licença e publicidade do negócio. O Nick at Nite pagou 500.000 dólares por episódio para transmitir a série após as 18h durante seis anos, até 2017. A TBS também renovou seu contrato para o mesmo período de seis anos, como a Nick at Nite, mas só pagou 275.000 dólares por episódio. Em reprise até 2005, Friends tinha arrecadado US$ 4 milhões por episódio em taxas de licença, para um total de 944 milhões de dólares. O The CW, que pertence em metade à Time Warner, também exibe a história de Crane e Kauffman. A partir de 1 de janeiro de 2017, após o término do contrato com o Nick at Nite, a MTV passou a exibir a sitcom.
A partir de 5 de março de 2012, versões em alta definição de todos os 236 episódios de Friends foram disponibilizados para todas as emissoras que transmitem a série. Para remasterizar os episódios, a Warner Bros. restaurou imagens anteriormente cortadas nos lados esquerdo e direito da tela, utilizando a fonte original 35 mm, para aproveitar toda a tela cheia 16:9. Entretanto, esta edição já tinha começado a ser transmitida na Nova Zelândia pela TV2 desde janeiro de 2011.

### Internacional
Friends começou a ser exibida no Reino Unido em 1994 no Channel 4, no entanto, em 1996, Sky1 comprou os direitos para a série. Em 1999, o Channel 4 assinaram um acordo de R $ 100 milhões para recuperar os direitos de Friends e ER do Sky1. O Channel 4 anunciou em 10 de fevereiro de 2010 que iria interromper a exibição de episódios de Friends no outono de 2011. Os britânicos do canal Comedy Central (Reino Unido) mais tarde acrescentaram que iriam transmitir a série a partir do outono de 2011, devido a um acordo entre o grupo e a Warner Bros. O canal irlandês RTÉ Two foi o primeiro canal na Europa a transmitir o episódio final em 24 de maio de 2004.
Friends estreou na televisão australiana em 1995, na Seven Network. A Nine Network começou a exibir a terceira temporada em 1997 e continuou a mostrar a série até seu final em 2004. A rede RTE anunciou em novembro de 2007 que tinha comprado os direitos da série na Austrália e suas reprises iriam ao ar até 2008. Atualmente vai ao ar no GEM (um sub-canal da Nine Network) e no canal de TV por assinatura 111 Hits.
A rede TV2 começou a transmitir a série na Nova Zelândia em 1995 e exibiu todas as dez temporadas e continua com a reprise no ar. É o único dos três shows de televisão importados que são exibidos durante todo o ano na Nova Zelândia (os outros são The Simpsons e King of the Hill).
O programa é exibido na Índia pela STAR Mundial, WB e Zee Cafe. Em 2009, sua estreia foi ao ar no Paquistão pelo Apna Canal em punjabi.
No Brasil, a série estreou no dia 4 de fevereiro de 1996 no Sony Entertainment Television, canal de televisão por assinatura. Era exibido duas vezes por semana, aos domingos e terças-feiras, até alcançar o cronograma da rede americana. Na oitava temporada a série migrou para o canal Warner Channel de propriedade da Warner Bros, co-produtora do programa juntamente com a rede NBC. Por lá permaneceu até seu encerramento e posteriormente voltou a ser exibida e está em reprise até hoje. A série também foi transmitida pelos canais abertos, na RedeTV! em 1999 e 2002 e no SBT entre 3 de março de 2004 e 2005 às 23h30. Em substituição, o spin-off do programa, Joey, foi exibido. Todas as três exibições obtiveram audiência baixa. Mais tarde, em 2006, a história foi novamente exibida, obtendo bons índices ao SBT nos domingos. Depois, o canal perdeu os direitos de Friends, mesmo tendo contrato de exclusividade com a Warner, pois sua distribuição era feita de forma diferente. Para obtê-la, a emissora deveria pagar mais do que as outras produções. Em Portugal, a série foi exibida pela RTP1, estreando em 27 de outubro de 1998 sob o título Amigos e RTP2 entre 10 de outubro de 2005 e 1 de setembro de 2006. Inicialmente às 21h, a história foi transferida para as 1h da manhã e depois cancelada. Na TV fechada, foi apresentada pela Sony Entertainment Television. Atualmente, é exibida pela FOX Comedy.
Além de transmissões internacionais da série original, tem havido séries em outras nações que são comparáveis a Friends porque usam a mesma ideia de um pequeno grupo de jovens homens e mulheres solteiros para quem o namoro é um elemento comum em suas vidas. Um exemplo é a série israelense Srugim.

### Merchandising
Todas as dez temporadas foram lançadas em DVD individualmente e como um box set. Cada região de lançamento da 1.ª temporada contém características especiais e cenas originalmente cortadas da série, embora os lançamentos da Região 2 tenham sido como foram originalmente ao ar. Para a primeira temporada, cada episódio é atualizado com correção de cor e melhoramento do som. Uma grande variedade de produtos de Friends foram produzidos por diversas empresas. No final de setembro de 1995, a WEA Records lançou o primeiro álbum de músicas de Friends, o Friends Original TV Soundtrack, contendo músicas apresentadas nos episódios anteriores e futuros. A trilha sonora estreou na Billboard 200 na posição 46 e vendeu 500 000 cópias em novembro de 1995. Em 1999, um segundo álbum intitulado "Friends Again" foi lançado. Mercadorias que incluem uma versão de Friends para o jogo "Scene It?" e um jogo de vídeo quiz para PlayStation 2 e PC, intitulada Friends: The One with All the Trivia. Em 28 de setembro de 2009, um boxset foi lançado no Reino Unido, celebrando o 15.º aniversário da série. O boxset continha episódios estendidos, um guia de episódios, e características especiais originais. A Warner Home Video lançou uma coleção completa da série em blu-ray no dia 13 de novembro de 2012.
| Nome do DVD                 | Episódios | Datas de lançamento    | Datas de lançamento   | Datas de lançamento  |
| Nome do DVD                 | Episódios | Região 1               | Região 2              | Região 4             |
| --------------------------- | --------- | ---------------------- | --------------------- | -------------------- |
| Primeira Temporada Completa | 24        | 30 de abril de 2002    | 29 de maio de 2000    | 4 de outubro de 2006 |
| Segunda Temporada Completa  | 24        | 3 de setembro de 2002  | 29 de maio de 2000    | 4 de outubro de 2006 |
| Terceira Temporada Completa | 25        | 1 de abril de 2003     | 29 de maio de 2000    | 4 de outubro de 2006 |
| Quarta Temporada Completa   | 24        | 15 de julho de 2003    | 29 de maio de 2000    | 4 de outubro de 2006 |
| Quinta Temporada Completa   | 24        | 4 de novembro de 2003  | 29 de maio de 2000    | 4 de outubro de 2006 |
| Sexta Temporada Completa    | 25        | 27 de janeiro de 2004  | 17 de julho de 2000   | 4 de outubro de 2006 |
| Sétima Temporada Completa   | 24        | 6 de abril de 2004     | 25 de outubro de 2004 | 4 de outubro de 2006 |
| Oitava Temporada Completa   | 24        | 9 de novembro de 2004  | 25 de outubro de 2004 | 4 de outubro de 2006 |
| Nona Temporada Completa     | 24        | 8 de março de 2005     | 25 de outubro de 2004 | 4 de outubro de 2006 |
| Décima Temporada Completa   | 18        | 15 de novembro de 2005 | 25 de outubro de 2004 | 4 de outubro de 2006 |

### Tema de abertura
O tema de abertura de Friends é uma canção de The Rembrandts, banda de Danny Wilde e Phil Solem. Os Rembrandts estavam elaborando um novo álbum em 1994. Antes de seu lançamento, a dupla tinha, anonimamente, gravado uma música tema para um programa de TV. A música que gravaram, "I'll Be There for You", esteve entre as músicas mais pedidas na rádio (mesmo apenas como um tema de 32 segundos). Foram obrigados (pela gravadora) a adicionar uma versão de corpo inteiro da música para seu terceiro disco, L.P., de 1995. "I'll Be There for You" se tornou uma canção presente nas rádios e que atingiu #17 no Hot 100; com o disco atingindo posição #23 na Billboard 200. L.P., o disco lançado com a referida música, se tornou disco de platina.

## Spin-offs

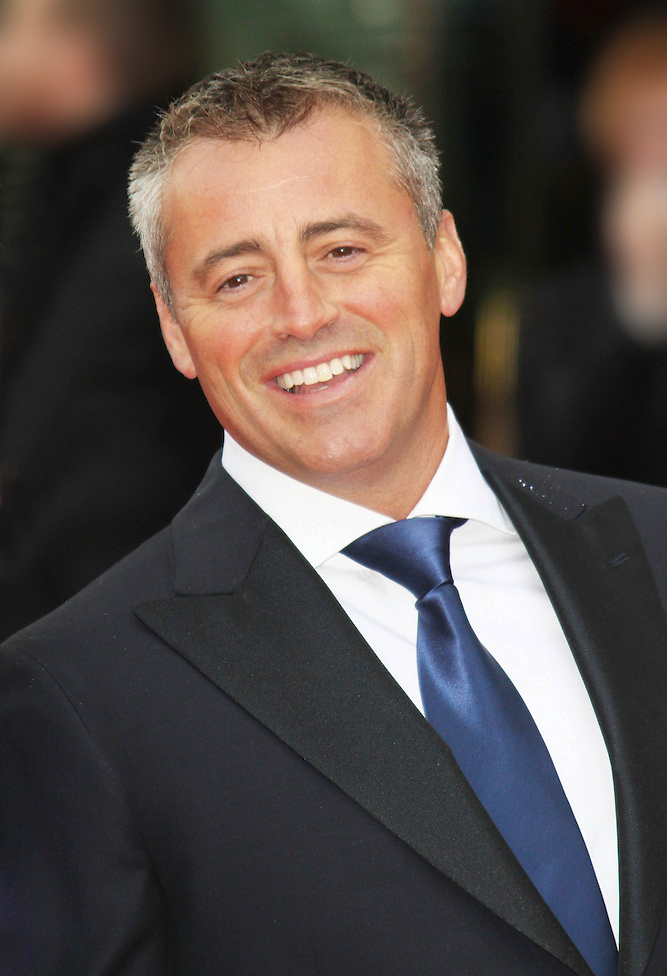
Matt LeBlanc intérprete de Joey Tribbiani.

### Joey
Após o final da série em 2004, LeBlanc assinou um contrato para um spin-off da série chamado Joey, mostrando o personagem Joey Tribbiani depois de se mudar para Los Angeles para prosseguir a sua carreira de ator. Kauffman e Crane não estavam interessados no spin-off, apesar de Bright aceitar ser o produtor executivo da série com Scott Silveri e Shana Goldberg-Meehan. A NBC promoveu Joey fortemente e colocou a série no antigo horário de exibição de Friends. O episódio piloto foi visto por 18,60 milhões de telespectadores estadunidenses, mas a audiência diminuiu continuamente ao longo das duas temporadas da série, com média de 10,20 milhões de telespectadores na primeira temporada e 7,10 milhões na segunda. O episódio final foi transmitidos em 7 de março de 2006 e foi visto por 7.090.000 espectadores; a NBC cancelou a série em 15 de maio de 2006, após duas temporadas. Bright culpou a colaboração entre os executivos da NBC, o estúdio e os outros produtores para rapidamente arruinar a série:
Em Friends Joey era um mulherengo, mas nós apreciamos suas façanhas. Ele era um amigo sólido, um cara que você sabia que podia contar. Joey foi desconstruído para ser um cara que não poderia conseguir um emprego, que não poderia convidar uma menina para sair. Ele se tornou um personagem patético, lastimável. Eu senti que ele estava sendo movido para a direção errada, mas não fui ouvido.— Kevin S. Bright sobre a razão do cancelamento de Joey.

### Filme
Após o final da série, boatos começaram a surgir sobre um filme de Friends, embora todos tenham se mostrado falsos. Rumores de um filme ressurgiram após o lançamento do filme Sex and the City, em 2008, que provou ser um sucesso em bilheteria. O The Daily Telegraph relatou em julho de 2008 que os membros do elenco principal tinha concordado em estrelar o projeto e que as filmagens iam começar dentro dos próximos 18 meses. Quando perguntada sobre o filme, Lisa Kudrow disse que ela não tinha conhecimento das negociações, mas manifestou interesse na ideia. No entanto, o diretor de publicidade da Warner Bros, disse que havia "nenhuma verdade na história" e o porta-voz de Matthew Perry acrescentou que "nada está acontecendo neste sentido, então o boato é falso." Kudrow e Cox disseram à Associated Press em janeiro de 2010 que nunca tinham sido abordadas por Crane e Kauffman para fazer uma versão cinematográfica da série. No entanto, Aniston, Kudrow e Cox disseram que estavam abertas para fazer um episódio de reencontro de Ação de Graças.